# آلن بوسول
آلن بوسول (انگلیسی: Alan Boswell; ۸ اوت ۱۹۴۳ – ۲۴ اوت ۲۰۱۷) بازیکن فوتبال اهل بریتانیا بود.
از باشگاه‌هایی که در آن بازی کرده‌است می‌توان به باشگاه فوتبال والسال، باشگاه فوتبال بولتون واندررز، باشگاه فوتبال ولورهمپتون واندررز، باشگاه فوتبال پورت ویل، و باشگاه فوتبال شروزبری تاون اشاره کرد.